# Ra-ekspeditionerne
Ra-ekspeditionerne var to ekspeditioner foretaget 1969-70 af Thor Heyerdahl. Ekspeditionerne havde til formål at vise at en egyptisk/fønikisk båd af papyrus kunne have nået til Amerika.
Den første ekspedition fejlede, da båden, Ra (opkaldt efter den egyptiske solgud af samme navn), faldt fra hinanden.
Den anden ekspedition, Ra II, kom i 1970 efter 57 dages sejlads frem til Barbados.